# Zamek Powaski

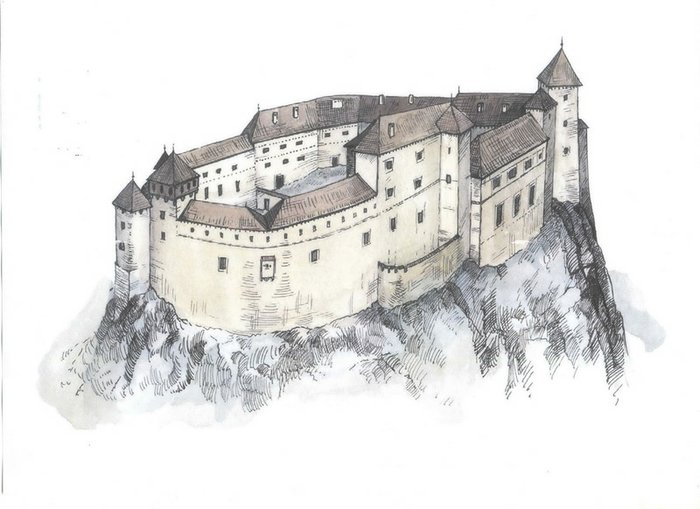
Zamek Powaski w okresie swojej świetności

Zamek Powaski (słow. Považský hrad, również Bystrica, Bystrický hrad, łac. Bistrizza, Bestruche castrum, niem. Waagburg) – ruiny zamku w słowackim mieście Powaska Bystrzyca, w dzielnicy Považské Podhradie, w pobliżu rzeki Wag. Ruiny znajdują się na wzgórzu, na wysokości 497 m n.p.m.

## Historia
Badania archeologiczne początek osadnictwa w tym miejscu datują na okres kultury puchowskiej; znaleziono tutaj także celtycką monetę. Dokładna data budowy samego zamku nie jest znana, choć niektóre źródła wskazują na rok 1126 – zamek miał chronić szlaki handlowe w dolinie Wagu. Pierwsza potwierdzona wzmianka o zamku (castrum Bestruche) pochodzi z 1316 r. Miał on wówczas należeć do Mateusza Czaka. W 1458 r. król Maciej Korwin podarował zamek rodzinie Podmanickich (słow. Podmanickovci), którzy zamek wyremontowali. W 1543 ogień zniszczył sporą część budowli – podczas odbudowy niektóre elementy przebudowano, a u stóp wzgórza zamkowego powstało podgrodzie.
W 1588 ród Podmanickich wygasł i Powaski Zamek znalazł się w rękach rodziny Balassa. Zaadaptowali oni niszczejącą twierdzę, ale już w 1631 rodzina przeniosła się do nowo wybudowanego renesansowego dworu u stóp wzgórza (Burg). W 1676 w niewielkiej odległości stanął kolejny dwór (Szaparyovský kaštieľ) w stylu rokoko. Podczas powstania Thökölyego zamek został obsadzony przez oddziały powstańcze, ale w 1684 zajęły go wojska cesarskie. Z obawy, aby zamek nie został ponownie użyty przeciwko Habsburgom, cesarz Leopold I nakazał zburzenie go w 1698 r.
Podczas trzęsienia ziemi z roku 1858 zawaliła się tzw. Wieża Więzienna. W 1895 ruiny wraz z innymi okolicznymi włościami kupił baron Popper (założyciel m.in. browaru w Powaskiej Bystrzycy).
Dobra barona Poppera – w tym ruiny i dwa dwory znajdujące się w podgrodziu – zostały przejęte przez państwo czechosłowackie w 1919. Wcześniej, w listopadzie 1918, okoliczna ludność kompletnie zdewastowała Szaparyovský kaštieľ.
W 2007 stowarzyszenie Zdruzenie hradu Bystrica rozpoczęło zabezpieczanie ruin, ale nadal wymagają one dalszych prac konserwacyjnych. Pałace z podgrodzia także wymagają remontu (szczególnie Szaparyovský kaštieľ).

## Współczesność
Dostępu do najstarszej, gotyckiej części zamku, chroniła ufortyfikowana brama, dwie wieże i barbakan. W zamku był też m.in. skład amunicji oraz kaplica, a w jednej z wież więzienie. Po zburzeniu zamku przez wojsko i uszkodzeniach w wyniku trzęsienia ziemi z 1858 dalszego zniszczenia dokonała przyroda oraz okoliczna ludność, wykorzystująca ruiny jako materiały budowlane.
Do dzisiaj zachowała się część owalnych, gotyckich murów obronnych ze szczątkami dwóch wież, renesansowego barbakanu i renesansowego pałacu dobudowanego od wschodniej i południowej strony.
Wstęp na teren zamku odbywa się na własne ryzyko.

## Galeria

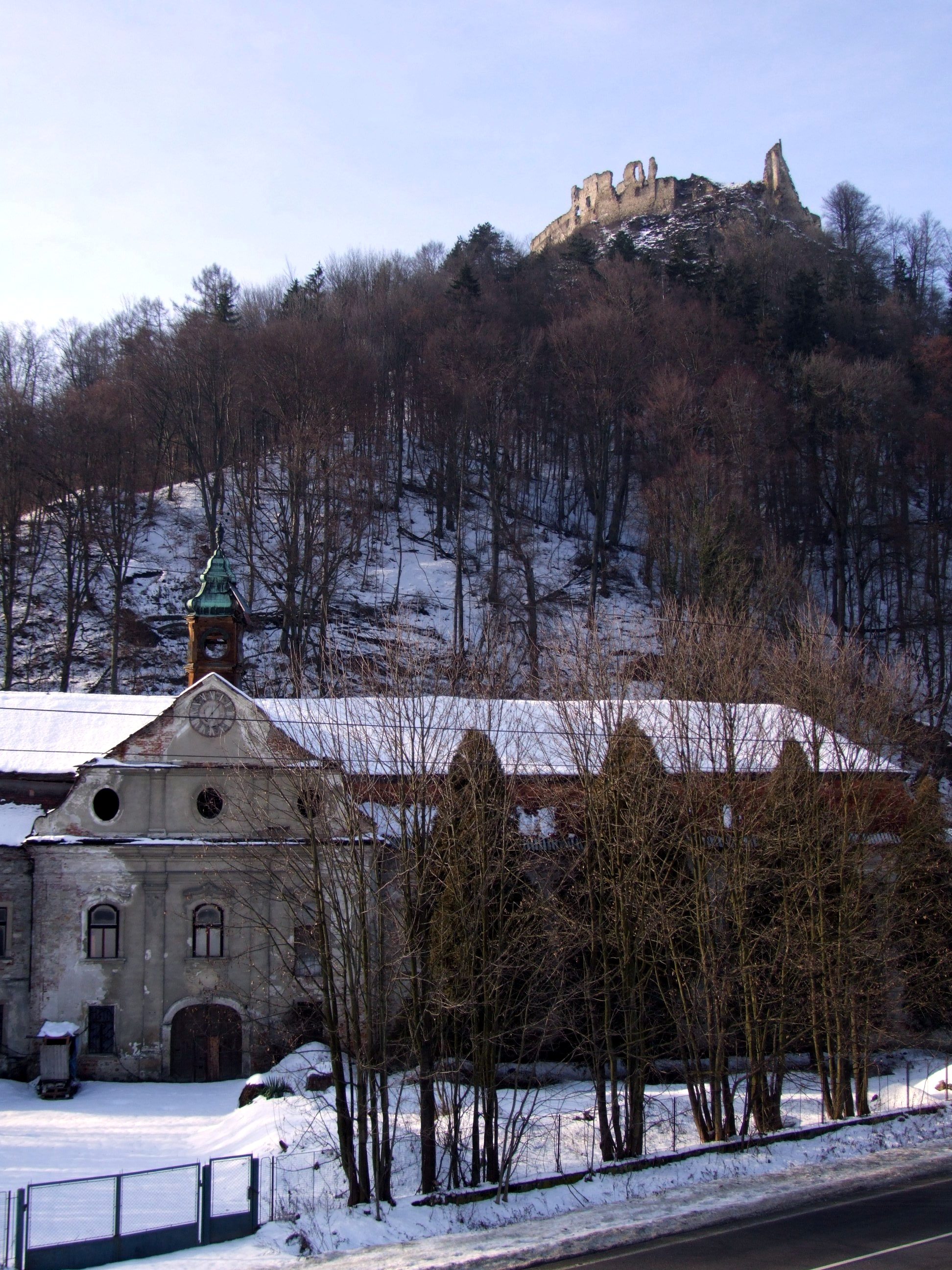
Szaparyovsky kastiel i ruiny zamku
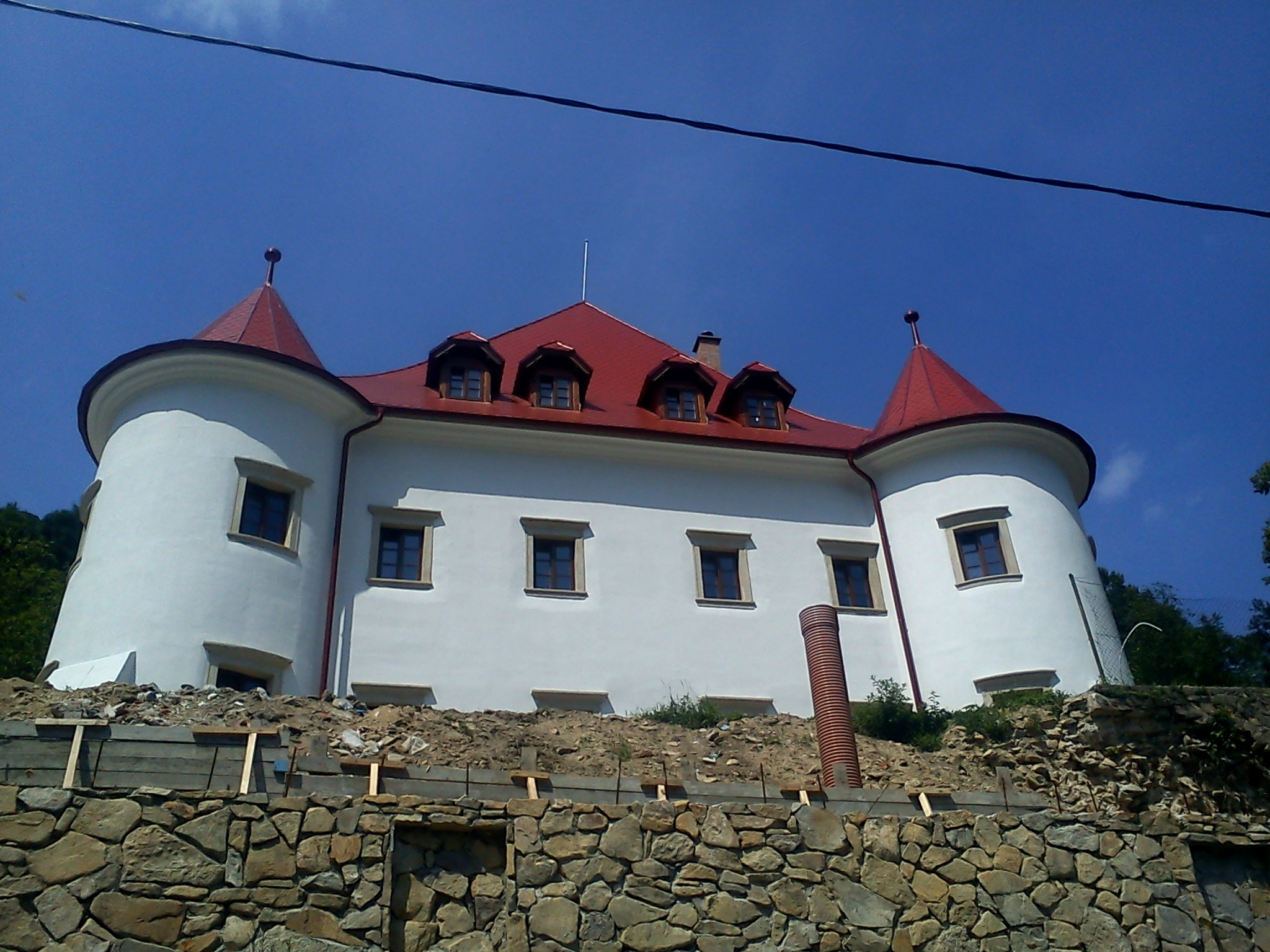
Burg
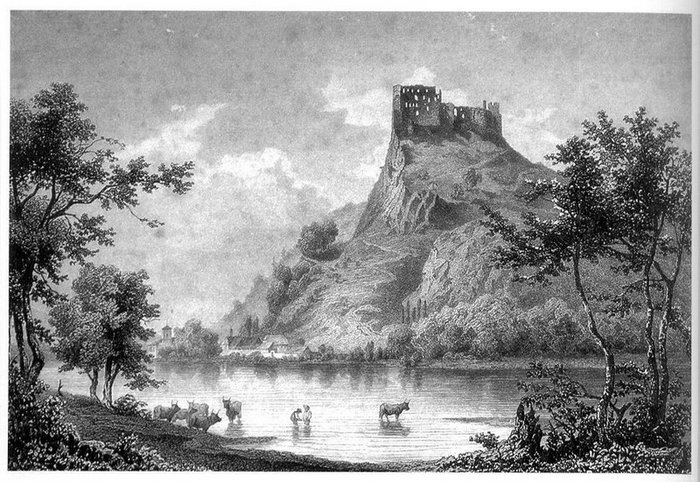
Ruiny zamku (około 1850 roku)
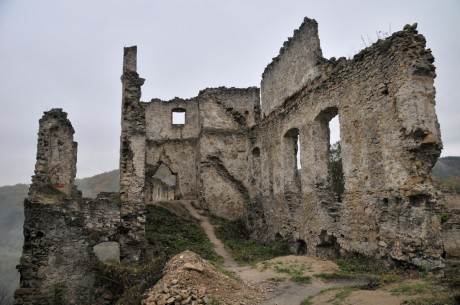
Ruiny współcześnie
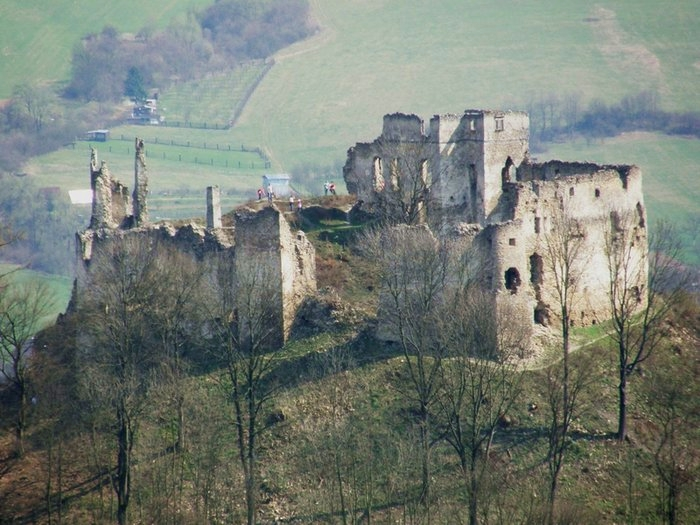